# Ein Lied für Zagreb (Deutschland)
Die deutsche Vorentscheidung zum Eurovision Song Contest 1990 fand unter dem Titel Ein Lied für Zagreb statt. Durch die Sendung führte zum zweiten Mal Hape Kerkeling.

## Format
Der Bayerische Rundfunk behielt den Modus der Vorentscheidung bei. Zum wiederholten Mal wurde der deutsche Beitrag per TED ausgewählt. Darüber hinaus waren einzig die zehn erfolgreichsten deutschen Musikproduzenten vom 1. Oktober 1988 bis 1. Oktober 1989 berechtigt, Titel für die Vorentscheidung einzureichen. Der Modus des TEDs war weiterhin umstritten, da Drafi Deutscher Manipulationen beim TED vermutete.

## Ergebnis der Vorentscheidung
| Platz | Startnr. | Interpret                    | Lied Musik (M) und Text (T)                                                    | Stimmen |
| ----- | -------- | ---------------------------- | ------------------------------------------------------------------------------ | ------- |
| 01.   | 02       | Chris Kempers & Daniel Kovac | Frei zu leben M: Ralph Siegel; T: Michael Kunze                                | 11.955  |
| 02.   | 07       | Xanadu                       | Paloma Blue M: Tony Hendrik, Karin van Haaren; T: Anna Rubach                  | 8.534   |
| 03.   | 10       | Starlight                    | Hollywood ist besser als Latein M/T: Günther Behrle                            | 06.723  |
| 04.   | 06       | Divo                         | Melissa (Mino Siciliano & Michele Centoza / Deborah Sasson)                    | 06.004  |
| 05.   | 05       | Bandit                       | Alles, was ich haben will M/T: Clemens Werner                                  | 04.064  |
| 06.   | 01       | Isabel Varell                | Melodie d’amour M: Drafi Deutscher; T: Anna Rubach                             | 03.837  |
| 07.   | 04       | Mara Laurien                 | Wetten, dass …? M: Joachim Heider; T: Roland Kaiser, Friedhelm Lehmann         | 02.601  |
| 08.   | 08       | Kennzeichen D                | Wieder zusammen M: Erich Virch & Diether Dehm T: Diether Dehm, Martin Engelien | 02.454  |
| 09.   | 03       | Jürgen Drews                 | Alpenglühn M/T: Hanne Haller, Bernd Meinunger                                  | 01.267  |
| 10.   | 09       | Malibu                       | Eine Nacht voll Zärtlichkeit M: Uwe Busse; T: Karlheinz Rupprich               | 01.180  |